# Irène Tolleret
Irène Tolleret (ur. 17 sierpnia 1967) – francuska polityk, przedsiębiorca branży winiarskiej i działaczka samorządowa, deputowana do Parlamentu Europejskiego IX kadencji.

## Życiorys
Ukończyła studia w ESSEC Business School. Zawodowo związana z branżą winiarską, pracowała w strukturach handlowych tego sektora. Od 2008 była dyrektorem do spraw marketingu i komunikacji w CIVL, organizacji winiarskiej z Langwedocji. Wraz z mężem zajęła się też prowadzeniem obejmującego winnicę kilkunastohektarowego gospodarstwa Mas d’Auzières.
W 2014 została merem miejscowości Fontanès. W 2017 jako kandydatka lewicy zasiadła w radzie departamentu Hérault. Związała się następnie z ugrupowaniem LREM. W wyborach w 2019 z listy zorganizowanej wokół tej partii uzyskała mandat posłanki do Europarlamentu IX kadencji. Dołączyła do powstałego w 2020 ruchu Territoires de progrès, skupiającego lewicowych stronników Emmanuela Macrona.